# KiK (sieć handlowa)
KiK (formalnie KiK Textilien und Non-Food GmbH) – niemiecka sieć dyskontów tekstylnych.
Obecnie (stan na 2020 rok) przedsiębiorstwo zatrudnia ponad 26 000 pracowników, ma ponad 3500 sklepów w całej Europie (z czego około 2500 w Niemczech) i jest reprezentowane w 11 krajach. Stanowi największą sieć dyskontów tekstylnych w Niemczech i należy do dziesięciu największych firm sieci handlowych na rynku sprzedaży detalicznej w tym kraju. Jest ponadto jedną z wiodących sieci detalicznych na rynku europejskim. Nazwa przedsiębiorstwa, KiK, jest akronimem utworzonym od pierwszych liter niemieckojęzycznego wyrażenia Kunde ist König („Klient jest królem”).
Firma została założona w 1994 roku przez Stefana Heiniga, przy udziale kapitału holdingu Tengelmann Group. W tym samym roku otworzyła w jednej z dzielnic Düsseldorfu – Gerresheim swój pierwszy sklep. W 1998 roku przedsiębiorstwo rozpoczęło ekspansję na zagraniczne rynki otwierając sklepy w Austrii. Następnie wiosną 2007 roku pojawiło się w Czechach i Słowenii, w 2008 roku weszło na rynki Węgier i Słowacji, natomiast w 2011 roku zaczęło działalność w Chorwacji. W 2012 roku firma KiK pojawiła się w Polsce, zaś w następnym roku w Holandii. W październiku 2017 roku sieć otworzyła pierwszy sklep we Włoszech, a 9 listopada 2018 roku – w Rumunii.

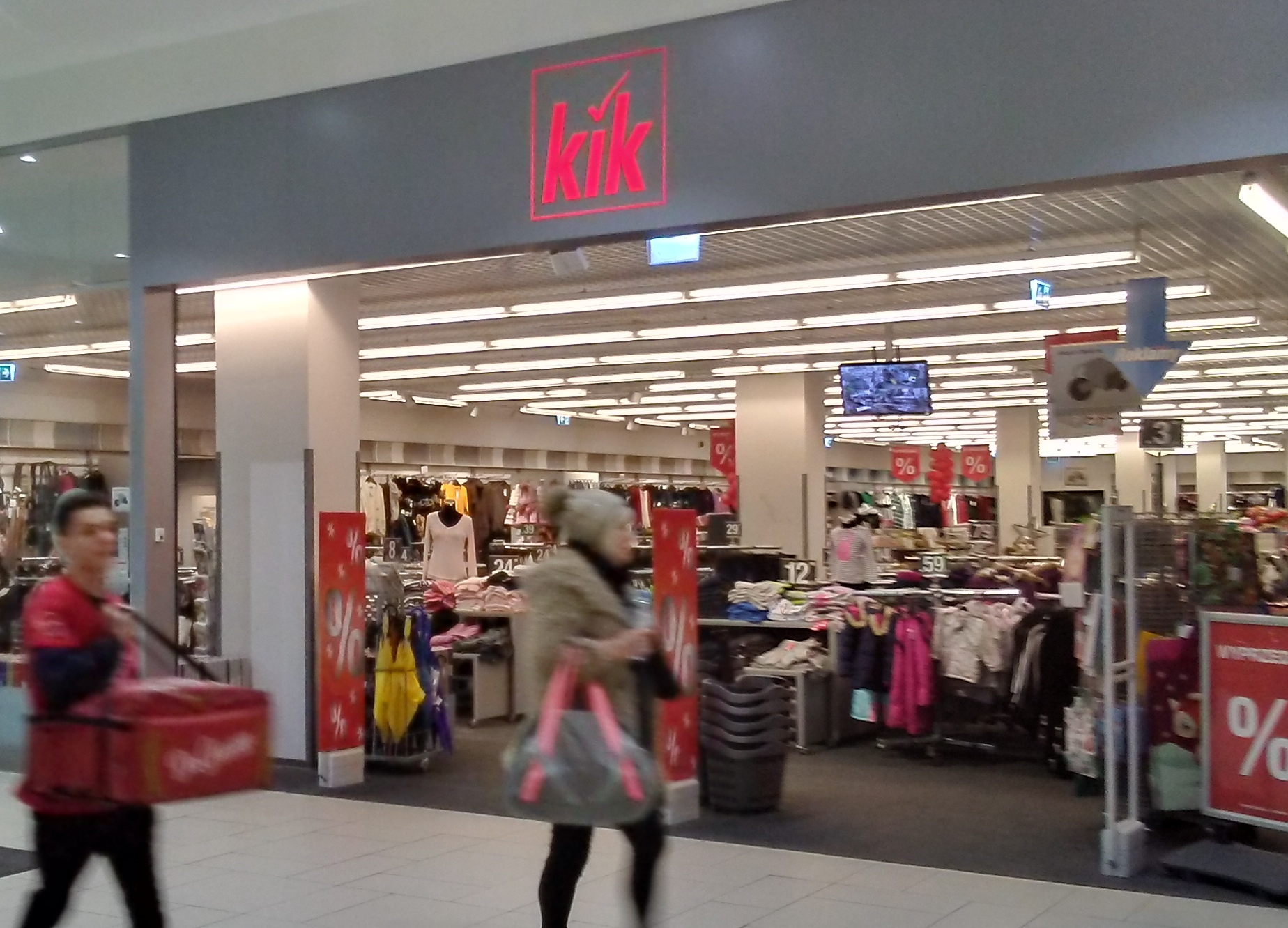
Sklep KiK w Tomaszowie Mazowieckim

Pierwszy sklep KiK w Polsce powstał pod koniec marca 2012 roku w Środzie Wielkopolskiej. W pierwszym roku działalności w Polsce firma otworzyła w sumie 20 sklepów. W 2015 roku otwarto w Polsce setny sklep KiK. W listopadzie 2019 roku sieć miała w tym kraju 300 sklepów. W roku 2023 uruchomiono sklep internetowy.
70% asortymentu sklepów KiK stanowi odzież damska, męska i dziecięca, pozostałą częścią asortymentu jest biżuteria, zabawki, produkty kosmetyczne, artykuły papiernicze, artykuły gospodarstwa domowego oraz artykuły do stylizacji wnętrz. W portfolio większościowego udziałowcy KiKa – holdingu Tengelmann Group, jest również sieć sklepów TEDi o podobnej do KiKa specjalizacji. W połowie 2018 roku sieć TEDi otworzyła w Dąbrowie Górniczej swój pierwszy sklep w Polsce.